# Антарктичний бук
Антарктичний бук (Nothofagus moorei) - один з  35 видів дерев і кущів родини Нотофагових. Є реліктовою рослиною з часів існування Гондвани. Зустрічається у вологих районах на великій висоті в горах східної Австралії . Група Антарктичного бука (Nothofagaceae) —  вид дерев, що розповсюджено тільки в південній півкулі. Рослини Nothofagaceae зараз зустрічаються на півдні Південної Америки (Чилі, Аргентина) та Австралазії (схід і південний схід Австралії, Нова Зеландія, Нова Гвінея та Нова Каледонія).

## Таксономія
Німецько-австралійський  ботанік Фердинанд фон Мюллер описав Антарктичний бук в 1866 році. Він робив опис дерев поблизу річки Беллінджер.   Цей вид бука спочатку  іменували «буком негроїдом», потім - Антарктичним буком (Nothofagus moorei)  А у  2013 році  його запропонували перейменувати у  Lophozonia moorei.  Зміна назви з Nothofagus на Lophozonia викликає зараз суперечки.
У межах роду він є частиною лінії з трьох вічнозелених видів, двома іншими є бук Сріблястий ( N. menziesii ) з Нової Зеландії та Миртовий бук ( N. cunninghamii ) з Тасманії та Вікторії. 

## Опис

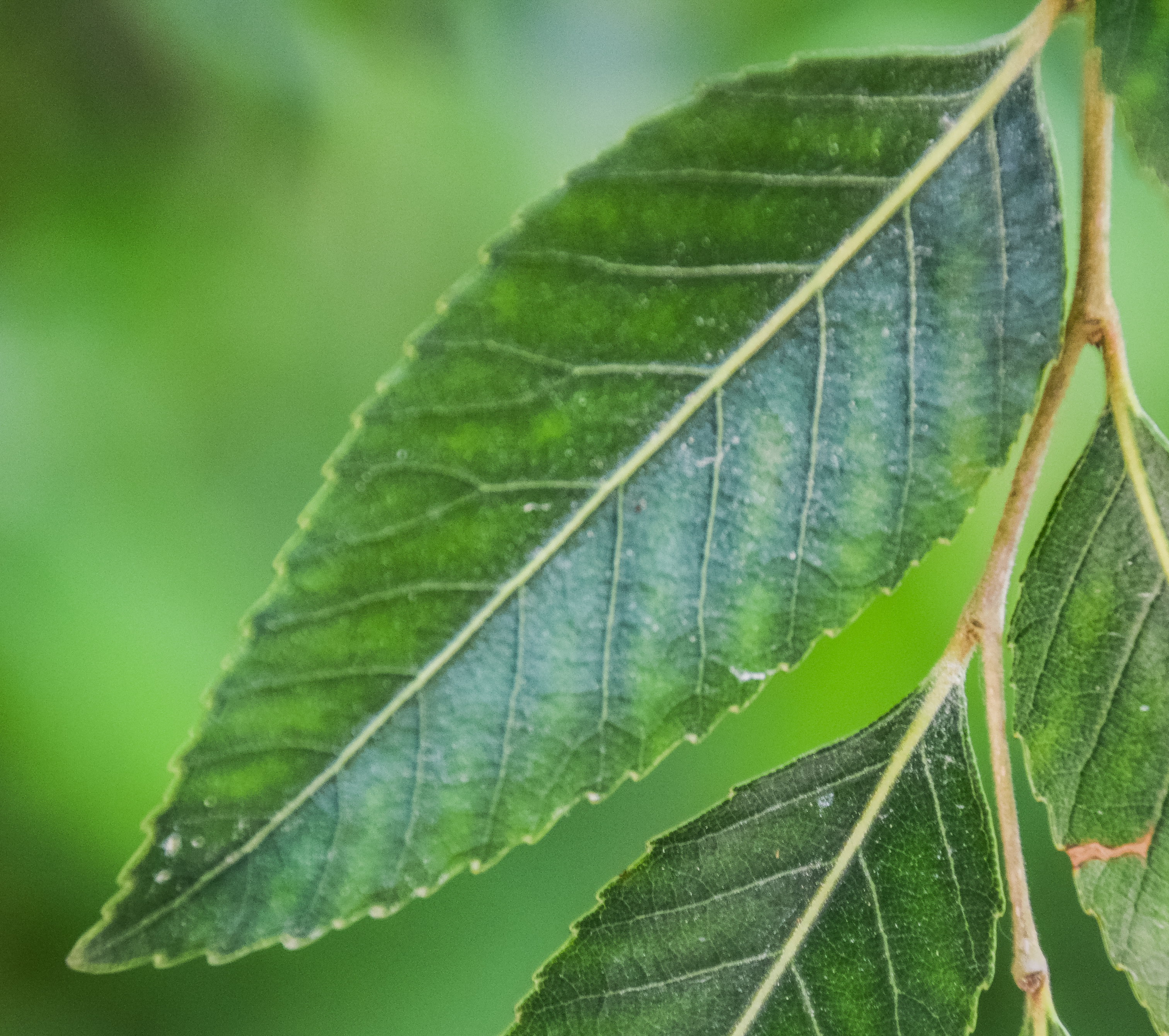
Лист Антарктичного буку

Ці дерева зазвичай виростають до 25 м  у висоту і мають великі стовбури до 1 м в діаметрі з лускатою темно-коричневою корою. Максимальна висота близько 50 м. Листи дерева прості, цільні або зубчасті; чергуються, зростають шість сантиметрів завдовжки.  Листя від трикутної до довгастої форми з дрібними зубцями вздовж країв. Забарвлення листя темно-зелене, навесні молодий приріст яскраво-червоний або оранжевий. Дерево листопадне в рідному середовищі.   У теплих районах арктичний бук скидає восени тільки половину листя. У рослин є окремі чоловічі та жіночі квіти, які зустрічаються на одному дереві.  Квітки з'являються у дорослих дерев тільки весною і мають зеленаво-жовтий колір. Квітки невеликі і утворюють непомітні грона біля листя по усій гілці. Плоди, що формуються з грудня по лютий, складаються  з чотирьох колючих стулок. Кожен плід містить три маленькі крилаті горішки.
Часто проявляються складні кореневі структури. Колись ці коріння були вкриті ґрунтом , але протягом століть були оголені ерозією та вкриті мохом та лишайником. Багато дерев мають кілька стовбурів, що виходять з зони, що утворена структурою кореня. Пожежі завдають шкоди масивам Антарктичного бука, який, на відміну від багатьох інших австралійських рослин, повільно відновлюється після пожежі. 

## Історія
Вчені стверджують, що Арктичний бук з'явився у крейдовому періоді Мезозою. Оскільки плоди з  Nothofagus  сильно схильні до пошкоджень від морської води, рослини можуть виникнути там, де є великий суходіл,  бо малоймовірний випадок перенесення насіння птахами на великі відстані відкритого океану. Схема розповсюдження виду у Південній кулі спонукала припущення про те, що існування роду датується часом, коли Антарктида, Австралія та Південна Америка були з'єднані у єдиний материк Гондвана. Його нинішнє поширення обмежено порівняно з його часом найбільшого просторового розповсюдження. Ймовірно, що найбільше видове розмаїття  відбулося в середині кайнозою. Саме  Nothofagus moorei  колись покривав Антарктиду.
Свого часу вважалося, що популяції Антарктичного бука Східної Австралії не можуть розмножуватися в сучасних умовах через те, що вони походять з прохолодного часу існування флори. Тому розмноження для них можливе тільки кореневими паростками (безстатеве розмноження). З тих пір було доказано, що статеве розмноження може відбуватися. Але поширення та розмноження в прохолодному та ізольованому високогірному середовищі  узгоджується з теорією, що вид був більш плідним саме у прохолодну епоху. 

## Поширення

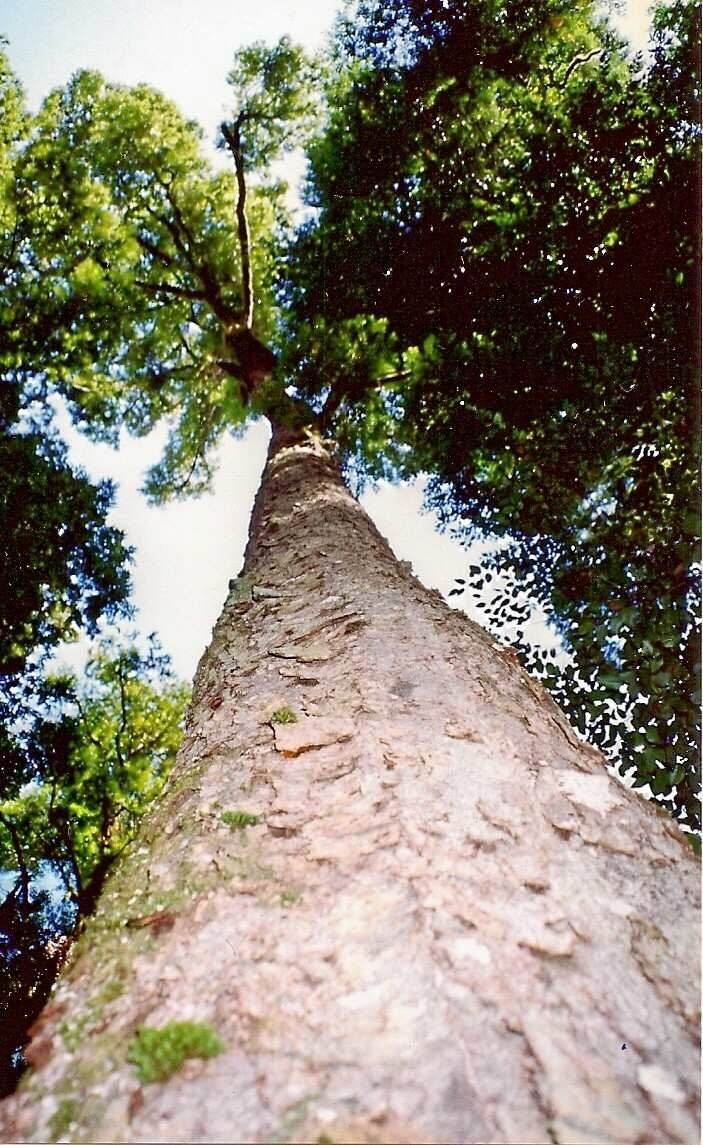
Антарктичний бук (Височина біля 50м), Парк Баррінгтон-Топс, Австралія

Антарктичний бук росте в прохолодних тропічних лісах від плато Баррінгтон-Топс у Новому Південному Уельсі, на північ до плато Ламінгтон і плато Спрінгбрук, на півдні Квінсленда, на висоті від 480 м до 1550 м.  Зустрічається у зонах з прохолодними кліматом з рідкими снігопадами. Дикі рослини, що ростуть на Баррінгтон-Топс, витримували рекордно низькі температури до -17 °C, декоративні та культивовані екземпляри можуть переносити до -7 °C.
Антарктичний бук зараз охороняється в національних парках Австралії, які входять до об'єкту Світової спадщини ЮНЕСКО "Дощові ліси східного узбережжя Австралії". За даними ЮНЕСКО  "Дощові ліси Австралії містять найбільші та найбільш значущі насадження Антарктичних буків (Nothofagus moorei) у світі". 
Великі масиви  Антарктичного буку є в національному парку Веррікімбе та на горі Банда Банда.

### Комбойн
Зараз Антарктичний бук був зафіксований на чотирьох ділянках в районі Комбойн. Плато Комбойн на північному узбережжі Нового Південного Уельсу  є обмеженою уступами рівниною, розташованою між центральним північним узбережжям Нового Південного Уельсу  та Великим Вододільним хребтом. Міоценові  базальти залягають на більшій частині плато, створюючи відносно родючі червоно-бурі ґрунти . На плато вологий субтропічний клімат, який має холодний період, з опадами іноді у вигляді снігу.  У 1925 році ботанік Е.К. Чишолм писав, що Антарктичний бук у Комбойні був «надзвичайно рідкісним явищем, хоча багато дерев, безсумнівно, було знищено під час вирубки лісу». Плато Комбойн було в основному очищено від дерев між 1900 і 1925 роками.  Однак зараз спільнота дерев на плато добре регенерує з насіння і має велику кількість молодих рослин. 

### Національний парк Спрінгбрук

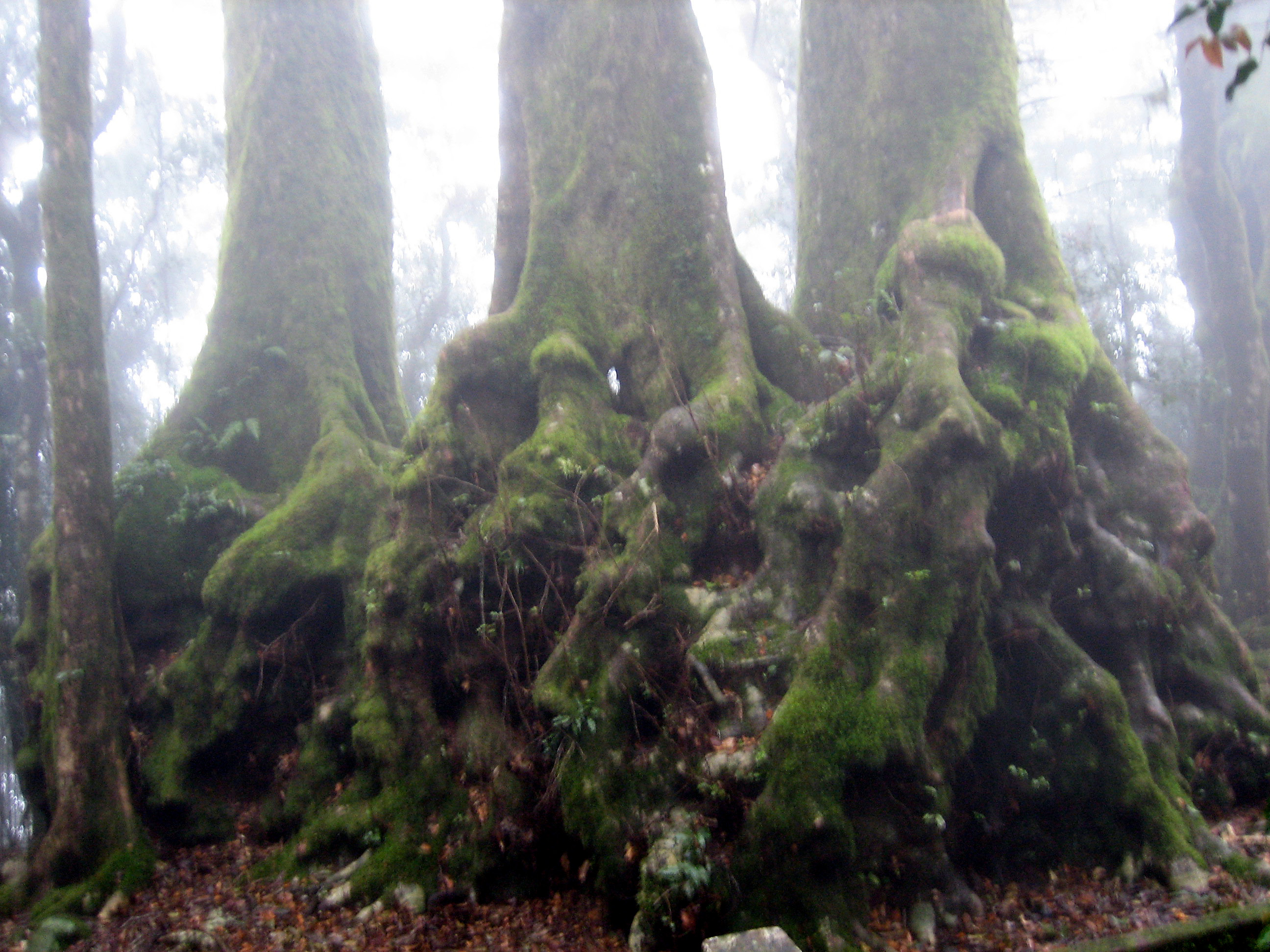
Антарктичний бук, Природний заповідник Нумінба, Австралія

Дерева Антарктичного бука ростуть у національному парку Спрінгбрук, який розташований на захід від Золотого узбережжя.  До заселення європейцями субтропічні ліси в Квінсленді та Новому Південному Уельсі були одними з найбільш великих тропічних лісів Австралії.  В національному парку Спрінгбрук є три найстаріші дерева цього лісу. Вони є батьківськими деревами для навколишнього масиву дерев. Дерева виросли з кореневих паростків.  Головне дерево посилає нові пагони радіально від основи оригінального стовбура, і ці пагони виростають від батьківського дерева, утворюючи кільце стовбурів, які належать одному дереву.  Три найстаріших дерева мають середній зріст 33 метри і середню окружність 13 метрів. Вік цих дерев приблизно 2000 років.